# لئونید کورنیتس
لئونید کورنیتس (اوکراینی: Леонід Романович Корнієць؛ ۲۱ اوت ۱۹۰۱ – ۲۹ مهٔ ۱۹۶۹) سیاست‌مدار اهل امپراتوری روسیه بود. وی از ۶ اوت ۱۹۳۹ تا ۱۶ فوریه ۱۹۴۴ نخست‌وزیر جمهوری اوکراین شوروی بود.
لئونید کورنیتس در ۲۹ مه ۱۹۶۹، در سن ۶۷ سالگی درگذشت.
وی همچنین برندهٔ جوایزی همچون نشان پرچم سرخ، مدال شجاعت کار، نشان لنین، و نشان پرچم سرخ کار شده‌است.